# Masa filo

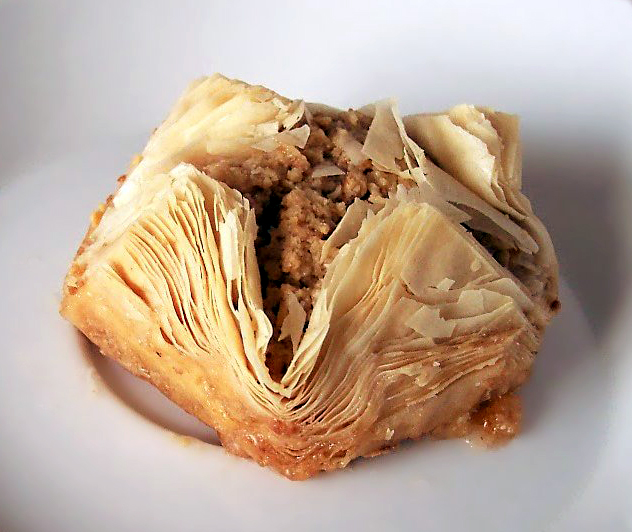
El baklava, el conocido postre de los antiguos imperios otomano y persa, se hace a base de masa filo o yufka en turco.

La masa filo  (del griego φύλλο phyllo, ‘hoja’) o pasta filo (del francés, pâte phillo), es una masa empleada en la gastronomía de Oriente Medio, el Magreb, Turquía, Armenia y los Balcanes, y que se caracteriza porque se extiende en hojas muy delgadas, casi translúcidas. Se usa a menudo en capas superpuestas que recuerdan al hojaldre, aunque su elaboración es distinta. Tiene múltiples usos: frita después de ser doblada o enrollada sobre un relleno, cocida mezclada con otros ingredientes, o asada en una plancha. Sirve para elaborar muchos postres, como el Baklava, así como comidas saladas como los briks y los böreks.

## Historia
El origen de la masa filo se situaría en la península de Anatolia, donde ya en el siglo XI el Diwan Lughat al-Turk, un diccionario de dialectos turcos escrito por Mahmud Kashgari, recogía bajo la entrada yuvgha (forma antigua del actual yufka) la existencia de panes hechos de capas de masa plegada. Esta técnica habría evolucionado con posterioridad, probablemente en las refinadas cocinas del Palacio de Topkapi, en Estambul, donde se estiró la masa hasta conseguir el grosor de una hoja de papel. Actualmente hay dos tipos de yufka o filo en la cocina turca, la más gruesa se usa para cocinar börek y la más delgada para hacer baklava y otros postres turcos de masa.
La masa filo se utiliza en todos los países del antiguo Imperio Otomano, que abarcaba la mitad oriental del Mediterráneo (Oriente Próximo y todos los Balcanes incluyendo países como Armenia, Grecia, Bulgaria, Albania, Bosnia, Rumanía y Serbia) y el norte de África.

## Elaboración

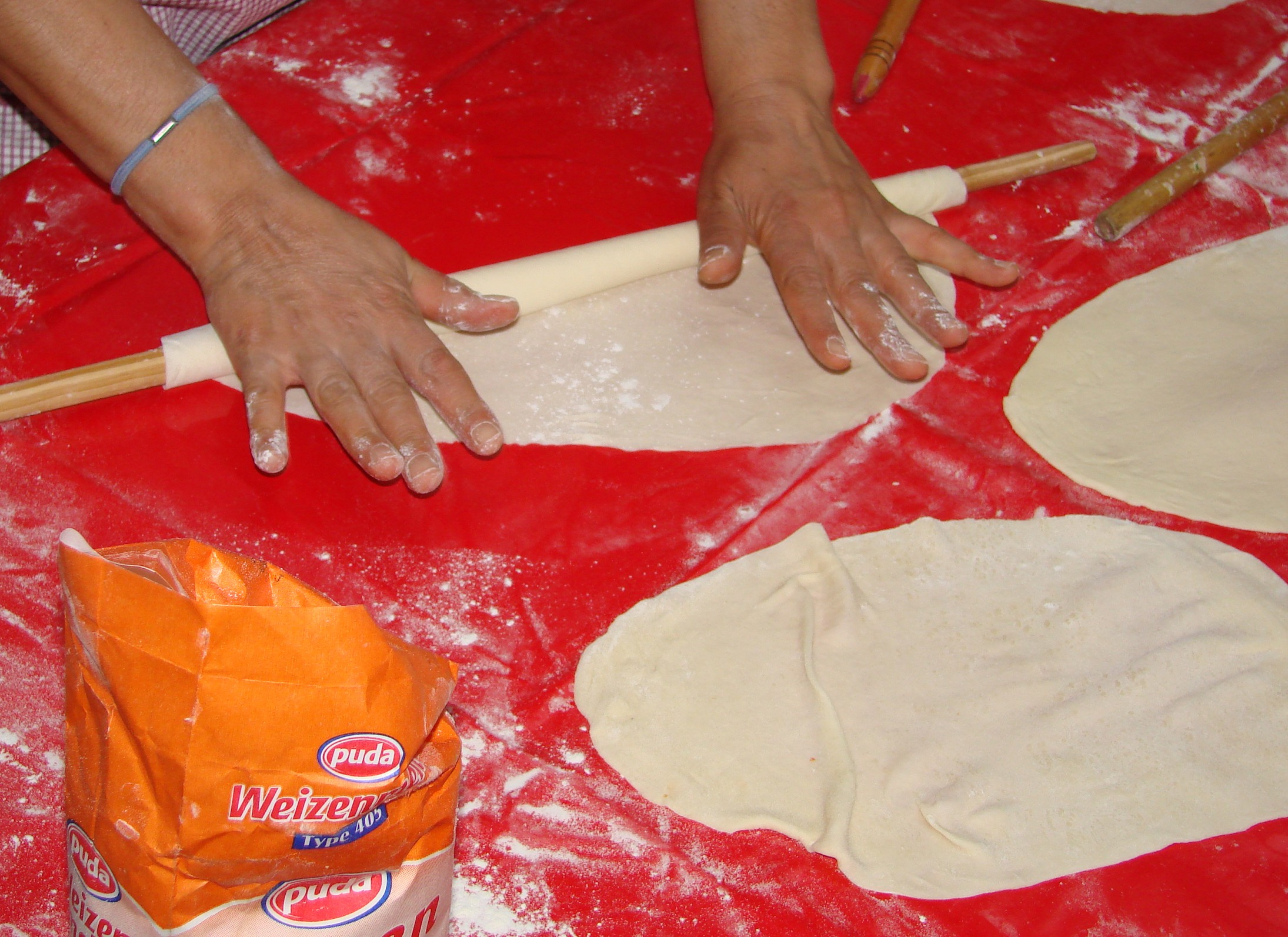
Extendiendo la masa filo para hacer gözleme (Turquía).

La masa filo está hecha de harina de trigo, agua, un poco de aceite y algunas gotas de raki (en Grecia) o de vinagre blanco.
La preparación de la masa requiere tiempo y destreza. Las hojas de masa suelen ser redondas y llegan a ser muy grandes; tradicionalmente, se extienden y se manipulan con ayuda de un palo largo y fino, sobre una mesa redonda. La masa se espolvorea constantemente con harina entre capa y capa, para que no se desgarre. Desde los años 1970, la masa filo se fabrica mecánicamente y de forma industrial, y se puede adquirir fresca o congelada en tiendas y supermercados.

## Utilización

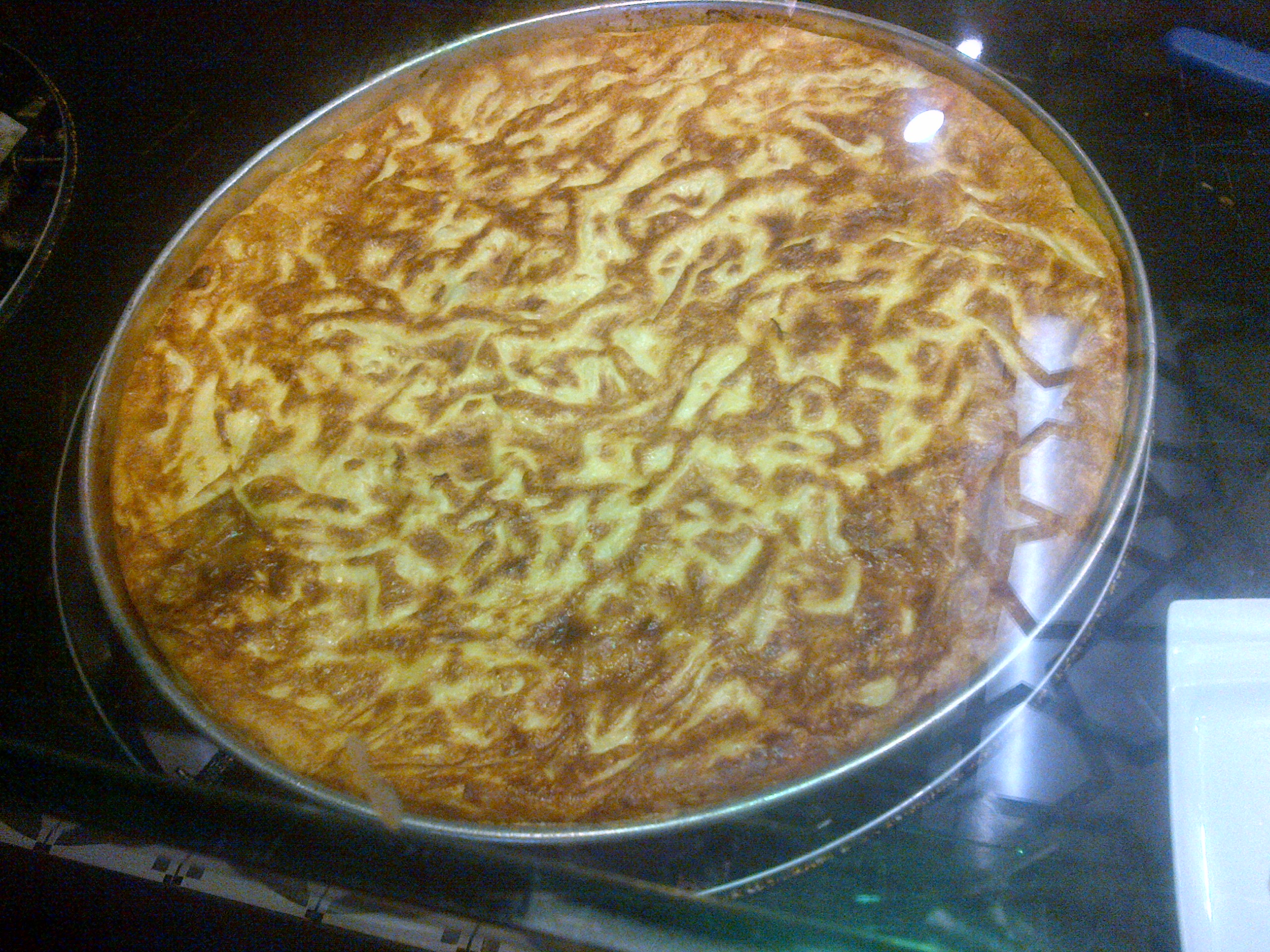
"Su böreği", un tipo de börek de Turquía

La masa filo es de uso común en muchos preparados tanto salados como dulces, pero cocida sola sobre planchas de hierro sirve también como pan (yufka) en Turquía y en algunos países de los Balcanes. Entre los platos más conocidos se pueden citar:
- Platos salados: el börek (Armenia, Turquía, Palestina, Grecia, Balcanes) y el brik (Argelia, Marruecos y Tunicia) en todas sus variantes. La tiropita y la spanakopita griegas, la pastela del Magreb, y el gözleme turco.

- Platos dulces: el baklava, y el güllaç turcos, la bougatsa griega, la banitsa búlgara, la gibanica de los países de la ex Yugoslavia, así como de Líbano y Siria.